# Ted Nasmith
Ted Nasmith (1956) é um ilustrador canadense, notório por seus trabalhos realizados sob a temática da obra de Tolkien.